# Marcelo Calero
Marcelo Calero Faria Garcia (Rio de Janeiro, 7 de julho de 1982) é um advogado e político brasileiro, filiado desde 2022 ao Partido Social Democrático (PSD). Foi diplomata e deputado federal na 56.ª legislatura, de 2019 a 2023, e Secretário Municipal de Cultura do Rio de Janeiro, no governo de Eduardo Paes.
Em 2016 ganhou notoriedade ao assumir o Ministério da Cultura do governo Michel Temer e por deixar o cargo seis meses depois, denunciando uma forte pressão para rever um parecer técnico desfavorável a interesses pessoais do então ministro-chefe da Secretaria de Governo do Brasil, Geddel Vieira Lima. Marcelo foi crítico ao governo do presidente Jair Bolsonaro e já defendeu o seu impeachment.

## Biografia
Carioca, nasceu no Hospital de São Francisco da Penitência, no bairro da Tijuca. Filho de Maria Teresa, psicóloga e Raul, engenheiro, família de classe média.[carece de fontes?] Estudou no Colégio Marista São José e, posteriormente, no Colégio Santo Inácio. Em 2004, graduou-se em Direito, na Universidade do Estado do Rio de Janeiro (UERJ), tendo conseguido, no ano de 2019, o título de mestre em Ciências Políticas pelo Instituto de Estudos Sociais e Políticos da Universidade do Estado do Rio de Janeiro (IESP/UERJ), onde está cursando doutorado na mesma área. Pelo seu empenho em defesa da cultura nacional, foi imortalizado na Academia Brasileira de Cultura (ABC).
Começou sua vida profissional como estagiário na multinacional de telefonia e tecnologia Nokia, sendo efetivado como advogado após concluir sua graduação. Aprovado em concurso da Comissão de Valores Mobiliários (CVM), lá atuou como agente executivo, no ano de 2006. Prestou concurso para a Petrobras, onde, aprovado, atuou como advogado, entre 2006 e 2007. Dividindo seu tempo entre o trabalho e os estudos,[carece de fontes?] em 2007, foi aprovado em quinto lugar no concurso para o Instituto Rio Branco. Após o curso de formação em Brasília, foi lotado no Departamento de Energia do Itamaraty, depois atuando na Embaixada do Brasil no México.

### Carreira política

#### Secretaria de Cultura
Em 2013, após indicação de um embaixador com quem trabalhara, foi cedido para atuar na Prefeitura Municipal do Rio de Janeiro, assumindo o cargo de coordenador-adjunto de Relações Internacionais. Naquele cargo, participou da organização da Jornada Mundial da Juventude (2013), cujo ponto alto foi a visita do Papa Francisco em sua primeira viagem internacional como Pontífice. Foi convidado pelo prefeito a assumir a presidência do Comitê Rio450, órgão criado pela gestão municipal para organizar a celebração do aniversário de 450 anos da cidade, com um calendário de mais de 600 eventos comemorativos. Nesse período, lançou o Passaporte dos Museus, que dava descontos ou gratuidades em mais de 40 equipamentos à população.
Na sequência, foi convidado a assumir a Secretaria Municipal de Cultura (2015). Em sua atuação à frente da pasta, foi responsável por projetos como: o Ações Culturais, que, com investimento total de R$ 4 milhões, financiou 85 iniciativas de pequeno porte pela cidade; as Areninhas; as Bibliotecas do Amanhã, equipadas com acesso gratuito à internet, programa educativo de excelência e grade de eventos sócio-educativos; a reforma e inauguração dos teatros Serrador e Ziembinski; a recuperação do Museu da Cidade, reaberto poucos meses após a saída de Calero do cargo; e a entrega do Museu do Amanhã, na Zona Portuária do Rio. Projetado pelo espanhol Santiago Calatrava, sendo referência cultural em todo o mundo[carece de fontes?] e tendo se tornado o museu de maior visitação no país.
Deixou a secretaria municipal para assumir a Secretaria de Cultura do Ministério da Educação, mas ainda antes de sua posse a pasta recuperou o status ministerial, com a recriação do Ministério da Cultura.

#### Ministério da Cultura

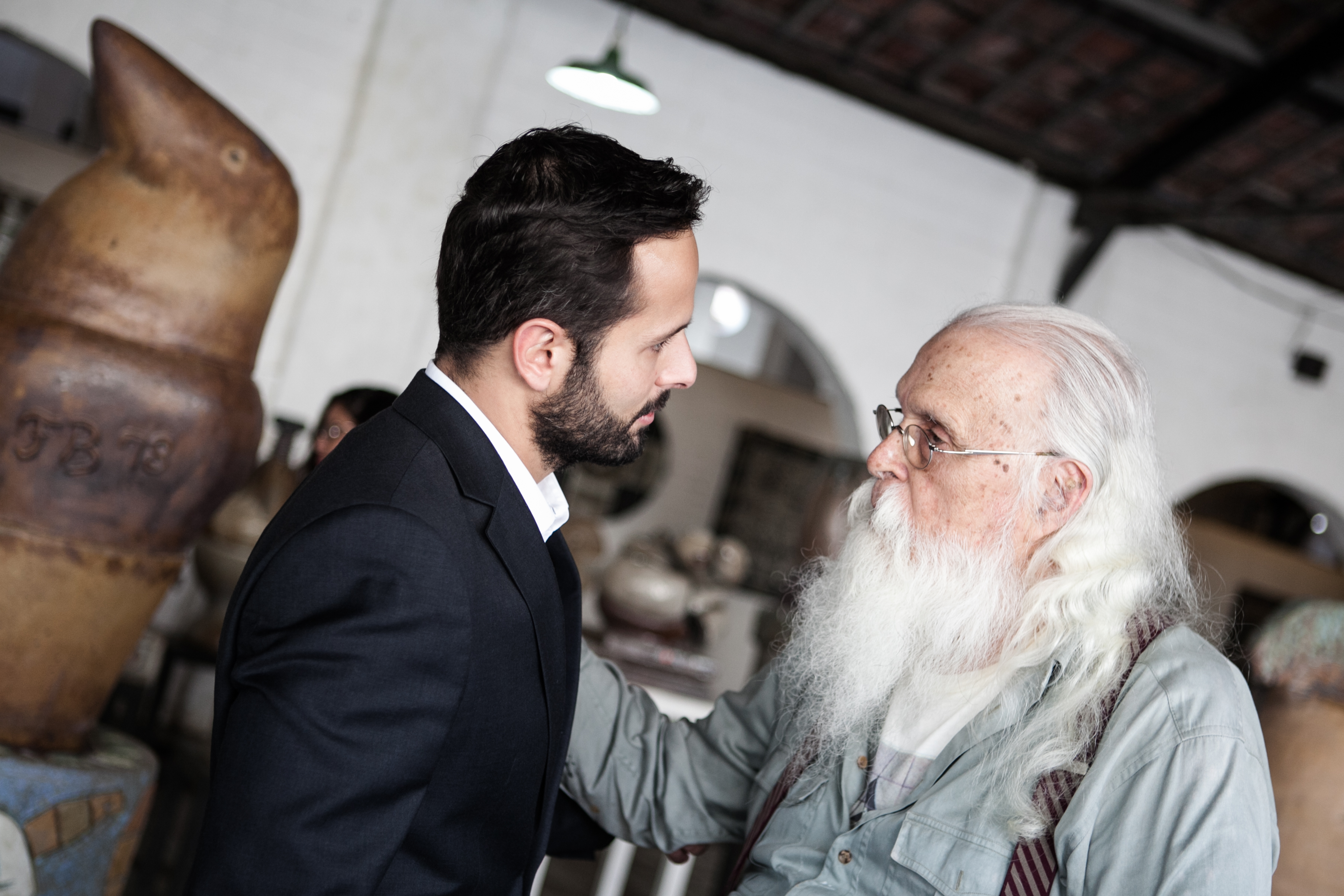
Marcelo Calero com o artista Francisco Brennand.

Assumiu o cargo do ministro de Estado da Cultura em maio de 2016, nele permanecendo por cinco meses e 28 dias. Em 18 de novembro de 2016, pediu demissão do cargo, após denunciar tentativas de interferência em assuntos da alçada de sua pasta. Na ocasião, afirmou à Polícia Federal ter sido fortemente pressionado por Geddel Vieira Lima, Temer e outros membros do governo a rever decisão técnica do Instituto do Patrimônio Histórico e Artístico Nacional (IPHAN), negando licença para um empreendimento imobiliário na Bahia, no qual Geddel possuía um apartamento. Geddel negou a acusação e o porta-voz do Governo Michel Temer negou que o presidente houvesse pressionado o ex-ministro a tomar decisão que "ferisse normas internas ou suas convicções", apesar de confirmar reuniões de Michel Temer e Calero para "solucionar impasse" com Geddel. O episódio, no entanto, resultou no pedido de demissão de Geddel, abrindo espaço para sua posterior prisão, em decorrência da perda de seu foro privilegiado. O caso teve repercussão internacional, abrindo a maior crise do Governo Michel Temer até então.

#### 56.ª legislatura da Câmara dos Deputados, Secretaria de Governo e Integridade Pública e retorno à Secretaria de Cultura
Filiou-se ao Partido Popular Socialista (PPS) em 2018 e nas eleições daquele ano, em sua segunda disputa ao cargo, foi eleito deputado federal. Após ser a única pessoa LGBTI no primeiro escalão do governo Temer, foi uma das três pessoas LGBTI eleitas parlamentares federais em 2018. Por outro lado, sua pauta de campanha eleitoral não foram os direitos LGBTI. Sua candidatura foi associada ao grupo político Livres.
Em janeiro de 2021, foi nomeado pelo prefeito Eduardo Paes como Secretário de Governo e Integridade Pública do Rio de Janeiro, tornando-o responsável pela implantação de um programa de compliance na gestão do município. Em março de 2022, Calero filiou-se ao Partido Social Democrático (PSD), mesmo partido de Paes. Além disso, costumou reassumir o cargo de deputado federal durante votações julgadas mais importantes, alternando as licenças dos dois mandatos.
Em fevereiro de 2023, Calero voltou a assumir o cargo de Secretário de Cultura do município do Rio de Janeiro, sendo nomeado novamente pelo prefeito Eduardo Paes (PSD). Também assumiu o cargo de deputado federal como suplente em 9 de Maio de 2023, licenciando-se para retornar ao cargo de Secretário de Cultura do município do Rio de Janeiro. 
Em janeiro de 2025, deixou a secretaria de Cultura e retornou à Câmara dos Deputados. Em fevereiro, licenciou-se para cumprir uma missão diplomática de um ano na embaixada do Líbano, retornando à carreira diplomática.

## Desempenho eleitoral
Concorreu a deputado federal pelo PSDB em 2010, obtendo 2 252 votos. Nas eleições de 2018 conseguiu se eleger para aquele cargo com cerca de 50 mil votos, ultrapassando a votação de Otavio Leite, que ficou como suplente da coligação. Além disso, foi uma das três pessoas LGBTI eleitas parlamentares federais em 2018, ao lado de Fabiano Contarato e Jean Wyllys. Nas eleições de 2022, tal como parte de estreantes de 2018, não conseguiu se eleger novamente e está como suplente.
| Ano  | Eleição                    | Candidato a      | Partido | Coligação                                   | Votos  | %     | Resultado  | Ref    |
| ---- | -------------------------- | ---------------- | ------- | ------------------------------------------- | ------ | ----- | ---------- | ------ |
| 2010 | Estadual no Rio de Janeiro | Deputado Federal | PSDB    | O Rio de Janeiro Pode Mais (PSDB, PPS, DEM) | 2.252  | 0,03% | Não eleito | [ 56 ] |
| 2018 | Estadual no Rio de Janeiro | Deputado Federal | PPS     | O Rio Tem Jeito (PPS, PSDB, Solidariedade)  | 50.533 | 0,71% | Eleito     | [ 57 ] |
| 2022 | Estadual no Rio de Janeiro | Deputado Federal | PSD     | sem coligação proporcional                  | 47.394 | 0,55% | Não eleito | [ 58 ] |